# Albertina Braniborsko-Schwedtská
Albertina Braniborsko-Schwedtská (21. dubna 1712 – 7. září 1750) byla rodem braniborsko-schwedtská markraběnka a sňatkem anhaltsko-bernburská kněžna.

## Život
Narodila se v Berlíně jako nejmladší dcera braniborsko-schwedtského markraběte Albrechta Fridricha a jeho manželky Marie Kettlerové. Jako jednadvacetiletá se provdala 22. května 1733 v Postupimi za ovdovělého knížete Viktora Fridricha Anhaltsko-Bernburského. Viktorova první manželka Luisa zemřela o rok dříve na poporodní komplikace. Albertina porodila svému muži syna a následníka Fridricha Albrechta a čtyři dcery:
- 1. Fridrich Albrecht Anhaltsko-Bernburský (15. 8. 1735 Bernburg – 9. 4. 1796 Ballenstedt), kníže anhaltsko-bernburský od roku 1765 až do své smrti[2][3]
⚭ 1763 Luisa Albertina Šlesvicko-Holštýnsko-Sonderbursko-Plönská (21. 7. 1748 Plön – 2. 3. 1769 Ballenstedt)[4][3]
- 2. Šarlota Vilemína Anhaltsko-Bernburská (25. 8. 1737 Bernburg – 26. 4. 1777 Sondershausen)[5][3]
⚭ 1760 Kristián Günther III. Schwarzbursko-Sondershausenský (24. 6. 1736 Ebeleben – 14. 10. 1794 Sondershausen), kníže schwarzbursko-sondershausenský od roku 1758 až do své smrti[6][3]
- 3. Marie Karolína Anhaltsko-Bernburská (9. 6. 1739 Bernburg – 11. 6. 1739 tamtéž)[7][3]
- 4. Frederika Augusta Žofie Anhaltsko-Bernburská (28. 8. 1744 Bernburg – 12. 4. 1827 Coswig)[8][3]
⚭ 1764 Fridrich August I. Anhaltsko-Zerbstský (8. 8. 1734 Štětín – 3. 3. 1793 Lucemburk), kníže anhaltsko-zerbstský od roku 1747 až do své smrti[9][3]
- 5. Kristýna Alžběta Anhaltsko-Bernburská (14. 11. 1746 Bernburg – 18. 5. 1823 Coswig)[10][3]
⚭ 1762 August Schwarzbursko-Sondershausenský (8. 12. 1738 Ebeleben – 10. 2. 1806 Sondershausen)[11][3]

Zemřela 7. září 1750 v Bernburgu ve věku 38 let. Místem jejího posledního odpočinku se stala krypta bernburského zámeckého kostela sv. Aegidiena. Kníže Viktor se znovu oženil ještě téhož roku s Konstanze Schmidtovou. Z morganatického manželství se mu v roce 1752 narodila dcera. Zemřel 18. května 1765 ve věku 64 let.